# Velika trojica (Portugal)
Velika trojica (ili na portugalskom izvorniku os três grandes) je ime za troje najmoćnijih i najuspješnijih portugalskih športskih klubova.
Nogometne momčadi "Porta", "Sportinga" i "Benfice" su tri velika takmaca, koja su između sebe podijelila najviše nogometnih naslova prvaka. 

Udjel njihovih naslova u ukupnim portugalskim nogometnim naslovima ima apsolutnu većinu. Osvojili su skoro sva ikad odigrana prvenstva osim dvaju, i u pravilu su osvajali prva tri mjesta u prvenstvima. Jedina dva kluba koja su postala prvacima, a nisu bili iz prije navedene trojice su "Belenenses" u sezoni 1945./46. i "Boavista" u sezoni 2000./01.
Ova tri kluba prevladavaju portugalskim nogometom toliko da je u Portugalu rijetkost da netko "prvo navija" za neki drugi klub. Opće pravilo u Portugalu je da se navija za jednog od Velike trojice, a mjesna momčad tek dolazi na drugo mjesto (ako je navijač iz nekog drugog mjesta), a nerijetko ni tada. Manjak navijačke potpore za ine klubove je po mnogima bio razlogom zašto portugalski nogomet u ukupnosti ima prosjek gledanosti među najgorima u europskim prvoligaškim natjecanjima u nogometu.
Izraz "veliki četvrti" (na izvorniku: o quarto grande) obično se primjenjuje za klub koji se pojavi kao ugroza toj prevlasti. Od '80-ih, to se najčešće odnosilo na "Boavistu". 

'40-ih i '50-ih, to se odnosilo na "Belenenses". 

"Vitória" iz Guimarãesa je bila četvrta po brojnosti navijača, i najveću gledanost nakon prve trojice je imala ona. Ipak, nije uspjela osvojiti niti jedan trofej u njihovoj 80-godišnjoj povijesti, štoviše, 2006./07. natjecala se u drugoj ligi, Ligi de Honri, plasiravši se u 1. ligu nakon kvrgava puta kao druga. 

Posljednjih godina, "Sporting" iz Brage je imao taj naslov, nakon što je uspijevao plasirati se u europska nogometna natjecanja triput uzastopce. 

Ini kriteriji u uporabi su broj pratećih klubova  kao što su "Académica de Coimbra" i "Vitoria" iz Sétubala, koje se smatraju pratiteljima velike trojice.
"Benfica" je momčad s najviše osvojenih naslova; "Porto" je pak, prevladavajući u zadnjih 13 prvenstava (stanje koncem 2006./07.). U potonjem razdoblju, "Benfica" je osvojila pet, "Sporting" dva, a "Boavista" jedno prvenstvo.

## Ini športovi
U inim športovima, udjel velikog trojca je također znatan, iako, po stanju koncem svibnja 2007., nogomet i rukomet su jedini momčadski športovi u kojima sva tri kluba imaju profesionalne momčadi. 